# Mięsień podeszwowy

Mięśnie podeszwowe

Mięsień podeszwowy (łac. musculus plantaris) – w anatomii człowieka mięsień należący do warstwy powierzchownej tylnej grupy mięśni goleni. Wykazuje dużą zmienność, u człowieka występuje w postaci szczątkowej, u 8% ludzi brak go zupełnie. Jest mięśniem małym, spłaszczonym i wrzecionowatym, położonym w okolicy tylnej kolana, nieco powyżej i przyśrodkowo od głowy bocznej mięśnia brzuchatego łydki. Jego ścięgno biegnie w dół między mięśniem brzuchatym i płaszczkowatym.
Przyczep bliższy ma na powierzchni podkolanowej kości udowej powyżej kłykcia bocznego i na torebce stawowej stawu kolanowego (rzadko na strzałce). Przyczep dalszy znajduje się na guzie piętowym lub stanowi połączenie ze ścięgnem piętowym; część włókien przyczepia się na powięzi goleni, a nieraz na rozcięgnie podeszwowym.
Do jego czynności należy napinanie torebki stawu kolanowego, napinanie rozcięgna podeszwowego (jeśli się z nim łączy). Współdziała też w bardzo małym stopniu z mięśniem trójgłowym łydki.
Unerwiony jest przez nerw piszczelowy (L4–5, S1), a unaczyniony przez gałęzie tętnicy podkolanowej.
Mięsień podeszwowy występuje także u małpiatek, u których pełni ważną rolę jako zginacz goleni. U małp niższych wytwarza rozcięgno podeszwowe. U goryla i gibbona najczęściej go brak.